# Округ Осиола (Ајова)
Округ Осиола (енгл. Osceola County) је округ у америчкој савезној држави Ајова.

## Демографија
По попису из 2010. године број становника је 6.462, што је 541 (-7,7%) становника мање 2000. године.
| Група             | 2000.         | 2010.         |
| Белци             | 6.812 (97,3%) | 5.937 (91,9%) |
| Афроамериканци    | 8 (0,1%)      | 18 (0,3%)     |
| Азијати           | 14 (0,2%)     | 19 (0,3%)     |
| Хиспаноамериканци | 125 (1,8%)    | 430 (6,7%)    |
| Укупно            | 7.003         | 6.462         |